# Dick’s Picks Volume 13
Dick’s Picks Volume 13 ist ein Live-Dreifachalbum der Band Grateful Dead.

## Geschichte
Die Songs des Albums wurden am 6. Mai 1981 im Nassau Coliseum in Hempstead (New York) aufgenommen und im März 1999 mit dem eigenen Musiklabel Grateful Dead Records veröffentlicht.
Insgesamt traten die Dead 43 mal im Nassau Coliseum auf, davon dreimal 1981. Ursprünglich war das Konzert für den 7. Mai geplant, doch an diesem Tag bekam die Band einen Termin in den NBC Studios.
Dieses Album ist erst das zweite Album der Dick’s Picks-Serie, welches Material aus den 80ern enthält. Das zeitlich letzte Studioalbum davor war Go to Heaven. Von diesem Album wurden die Songs Alabama Getaway, Lost Sailor, Saint of Circumstance und Don’t Ease Me In für diesen Abend verwendet. Der Songs Caution Jam wurde zum ersten Mal seit dem 27. Oktober 1979 wieder gespielt und der Song Spanish Jam wurde das letzte Mal 16. Juli 1976 verwendet. Caution Jam ist eine Improvisation des Songs Caution (Do Not Stop on Tracks) vom Album Anthem of the Sun. Das nächste Studioalbum In the Dark kam sechs Jahre später 1987 heraus, so dass davon keine Songs bei dieser Show eingeübt und getestet wurden.
Neben der kompletten Setlist der Show befinden sich zwei Hidden Tracks am Ende der zweiten CD. Bei diesen Songs handelt es sich um Scarlet Begonias und Fire On The Mountain vom 1. November 1979, ebenfalls im Nassau Coliseum aufgenommen.
Der Name Dick’s Pick stammt vom offiziellen Aufnahmearchivist der Band Dick Latvala, der die Serie startete und die Songs dazu bis zu seinem Tod 1999 auswählte.

Wie die bisherigen Alben der Dick’s Pick-Serie ist auch dieses mit einer Caveat-emptor-Warnung versehen:

„This release was digitally mastered directly from the original cassette tapes. It is a snapshot of history, not a modern professional recording, and may therefore exhibit some minor technical anomolies and the unavoidable effects of the ravages of time.“

## Kritik
Im Allgemeinen wurde Dick’s Picks Volume 12 gut bewertet. Von All Music Guide und von The Music Box erhielt das Album jeweils 4 von 5 Sternen.

## Trackliste

### CD 1
1. Alabama Getaway (Garcia, Hunter) – 5:01
2. Greatest Story Ever Told (Hart, Hunter, Weir) – 4:25
3. They Love Each Other (Garcia, Hunter) – 7:08
4. Cassidy (Barlow, Weir) – 5:17
5. Jack-A-Roe (traditionelles Lied) – 4:55
6. Little Red Rooster (Howlin’ Wolf, Willie Dixon) – 9:32
7. Dire Wolf (Garcia, Hunter) – 3:26
8. Looks Like Rain (Barlow, Weir) – 9:05
9. Big Railroad Blues (Noah Lewis) – 3:54
10. Let It Grow (Barlow, Weir) – 10:07
11. Deal (Garcia, Hunter) – 7:33

### CD 2
1. New Minglewood Blues (traditionelles Lied) – 7:15
2. High Time (Garcia, Hunter) – 9:48
3. Lost Sailor (Barlow, Weir) – 6:14
4. Saint of Circumstance (Barlow, Weir) – 42:47
  - Scarlet Begonias und Fire On The Mountain von einem Auftritt vom 1. November 1979 folgen als Hidden Tracks

### CD 3
1. He's Gone (Garcia, Hunter) – 11:53
2. Caution / Spanish Jam (Grateful Dead) – 15:24
3. Drums (Hart, Kreutzmann) – 7:23
4. Jam (Grateful Dead) – 3:42
5. The Other One (Grateful Dead) – 6:04
6. Goin' Down the Road Feeling Bad (traditionelles Lied) – 5:32
7. Wharf Rat (Garcia, Hunter) – 9:18
8. Good Lovin'  (Rudy Clark, Arthur Resnick) – 7:45
9. Don't Ease Me In (traditionelles Lied) – 3:27